# سعد الحميد
سعد بن عبد الله الحُميِّد (ولد 1374 هـ / 1955 م) عالم سعودي من أهل الفقه والحديث، وبحَّاثة محقِّق، وأستاذ جامعي، والمشرف العام على شبكة الألوكة.

## نسبه وتحصيله
يرجع نسبه إلى الوُهَبَة من بني تميم. ولد سنة 1374هـ / 1955م في مدينة الطائف، ويرجع انتساب عائلته إلى مدينة أُشيقر من مدن إقليم الوشم الواقع شمال غرب مدينة الرياض في المملكة العربية السعودية وقد نشأ في دار ديانة، وقد درس مراحل تعليمه الأولى في مدينة الرياض، وبعد إنهاء المرحلة المتوسطة التحق بالمعهد الملكي قسم الكهرباء وأنهى الدراسة فيه.
ثم شُغِف بطلب العلم مما دعاه إلى تغيير وجهته الدراسية والالتحاق مرة أخرى بالمرحلة الثانوية العامة بنظام ثلاث سنوات في سنة واحدة، ثم التحق بعد ذلك بجامعة الإمام محمد بن سعود الإسلامية ممثلة في كلية أصول الدين قسم السنة وعلومها، وتخرج فيها عام 1402هـ، ثم تابع دراسته العليا فحصل على شهادة الماجستير عام 1407هـ، في تحقيق كتاب «مختصر استدراك الحافظ الذهبي على مستدرك أبي عبد الله الحاكم- القسم الثاني» وطُبعت، ثم حصل على الدكتوراه عام 1408هـ، وعنوان رسالته «سعيد بن منصور وكتابه السنن دراسةً وتحقيقًا من أول التفسير وفضائل القرآن إلى نهاية تفسير سورة المائدة» وناقش الرسالة عام 1413هـ، وطُبعت الرسالة أيضًا.

## شيوخه وأساتذته
تلقى العلم على عدد من العلماء، من أشهرهم:
1. عبد العزيز بن باز.
2. محمد بن عثيمين.
3. عبد الله بن جبرين، وهو من أقدم مشايخه؛ إذ بدأ ملازمته منذ عام 1393هـ.
4. عبد الله بن قعود.
5. عبد الرحمن البراك.
6. عبد الله الجار الله.
7. أحمد معبد عبد الكريم.
8. محمد أديب صالح.
9. عبد الرحمن الباني.

وتتلمذ على أشرطة الشيخ المحدِّث ناصر الدين الألباني أكثر من تلقيه المباشر لبعد الأقطار بينهما.

## أعماله ووظائفه
عمل باحثًا قضائيًّا بوزارة العدل عام 1403هـ، وفي عام 1409هـ انتقل إلى جامعة الملك سعود محاضرًا بكلية التربية قسم الثقافة الإسلامية، ثم صار أستاذًا مساعدًا في نفس الكلية عام 1413 هـ.
وتولى الخطابة في بعض مساجد الرياض مدة 15 عامًا.
واعتنى بطلب العلم على طريقة المحدثين، فصار من المحققين في علوم الحديث والمصطلح، وله مشاركات في العديد من الدورات العلمية والدروس المتخصصة في بعض المساجد، شرح فيها أول صحيح مسلم وألفية السيوطي في علم المصطلح و«نخبة الفكر» التي ألقيت في جامع شيخ الإسلام ابن تيمية، وغيرها كثير. وله سجالاتٌ علمية ومناظرات مع بعض شيوخ الإباضية ولا سيما فيما يتصل بمسند الربيع بن حبيب.

## كتبه وآثاره
1. «مناهج المحدثين».
2. «شرح نخبة الفكر» لابن حجر.
3. «رسالة عن آداب الطعام في الإسلام».
4. تحقيق «مسند عبد الله بن أبي أوفى» ليحيى بن صاعد.[5]
5. تحقيق كتاب «الإمام في معرفة أحاديث الأحكام» لابن دقيق العيد، أربعة مجلدات.
6. تحقيق كتاب «غرر الفوائد المجموعة فيما وقع في صحيح مسلم من الأحاديث المقطوعة» للرشيد العطار.
7. كتاب «العلل» لابن أبي حاتم الرازي، مع فريق من الباحثين بإشرافه، منهم: حسني أحمد حسانين، وأيمن أحمد ذو الغنى، ومحمد خالد الوبارنة، وعلي عبد الباقي، ومحمد بن رجب الخَولي، وصدر في 7 مجلدات عن دار الألوكة للنشر.

إضافة لرسالتي الماجستير والدكتوراه، وعدد من المشاريع الأخرى التي ما زالت تحت الإنجاز.

## وصلات خارجية
- صفحة الشيخ على موقع طريق الإسلام